# ガブリエラ・ポトラック
ガブリエラ・ポトラック（Gabriela Potorac 1973年2月6日 - ）は、ルーマニアのバカウ出身の元体操競技選手。1986年のジュニアヨーロッパ選手権では個人総合で6位、段違い平行棒3位、跳馬4位、床4位となった。モスクワで開かれたグッドウィルゲームズでも団体で4位、跳馬4位、段違い平行棒5位、床で7位と平均台以外では全て入賞している。翌1987年にはドイツのコトブスで行われたコトブスカップでは個人総合で1位となった。ルーマニア代表に選出され、1988年ソウルオリンピックの女子団体及び種目別平均台で銀メダル、跳馬で銅メダルとメダルを3個獲得した。現役引退後、1993年に日本へ移り住み、日本人と結婚した。2000年の中日カップではルーマニア語の通訳を務めた。その後栗東ジュニア体操クラブなどで指導を行っている。